# OUR BEST (赤西仁のアルバム)
『OUR BEST』（アワー ベスト）は、日本の歌手・赤西仁の1枚目のベストアルバム。2020年4月22日にGo Good Recordsから発売。

## 概要
ソロ活動開始から10周年、独立後6周年目にして初となるベストアルバムのリリースとなる。
赤西のこれまでのキャリアで発表してきた楽曲(一部を除く)の中から、ファンクラブ会員を対象にリクエストを募り”できるだけ忠実に選曲”された『YOUR BEST』と、赤西自身が選曲した『MY BEST』の2枚に分けて38曲(通常盤ボーナストラック除く)を収録。
2014年より自身主宰のレーベルGo Good Recordsより発表してきた楽曲に加え、JIN AKANISHI名義などのジャニーズ事務所所属時代に発表した楽曲も今回新たにレコーディングし直して収録している。
初回限定盤A(2CD+DVD/BD)、初回限定盤B(2CD+DVD/BD)、通常盤(2CD)でのリリース。初回限定盤はそれぞれデジパック仕様、通常盤はスリーブケース仕様となっている。
ジャケット写真のデザインは3種それぞれ異なる。初回限定盤Aはソロデビューシングル「Eternal」、初回限定盤BはJIN AKANISHI全米デビューシングル「TEST DRIVE featuring JASON DERULO」、通常盤は独立後初のミニ・アルバム「Mi Amor」のジャケット写真のイラストがデザインされている。
初回限定盤Aには、これまでGo Good Recordsから発表してきたミュージックビデオ9作品に加え、『OohLaLa』『Thoughts』『Baby』のミュージックビデオと『Thoughts』『Baby』のメイキング映像を新たに収録したDVD/Blu-ray Discが付属。
初回限定盤Bには、自身の独立から5年間を辿った150分のドキュメタリーシネマと、これまでの映像作品に一切収録されてこなかったコンサートツアーのMC集を初収録したDVD/Blu-ray Discが付属。
通常盤にはボーナストラックとして、『But I Miss You』と新曲『Alone』を収録。
CD発売に先駆けて2020年4月15日から、『ムラサキ』と『Eternal』がiTunes・Apple Musicにて先行配信が開始された。

## チャート成績
2020年5月4日付のオリコン週間アルバムランキングで2.6万枚を売り上げ、初登場1位を記録。2011年12月発売のJIN AKANISHI名義『TEST DRIVE featuring JASON DERULO』以来約8年半ぶり、通算2作目となるアルバムランキング1位獲得となった。
また、2020年5月4日付のBillboard JAPAN総合アルバム・チャート"Hot Albums"、ダウンロード・アルバム・チャート"Download Albums"の両チャートで1位を記録し、計2冠での総合アルバム首位となった。

## 収録曲

### CD
クレジットはアルバム・ブックレットより参照。

#### Disc 1: YOUR BEST
1. Wonder
作詞・作曲：Jin Akanishi, Crystal Kay, Joey Carbone, Kiyo Tsurumi, Josh Keibo
  - ジャニーズ事務所時代にライブ公演などで披露されていたが、今まで音源化に至っていなかった。オリジナルにはCrystal Kayが客演で参加している。なお、この曲のミュージックビデオも存在するが、2020年現在映像化されていない。[注 3]
2. Care
作詞・作曲：Jin Akanishi, Kazunari Ohno, Noriyoshi Matsushita
  - KAT-TUN 4thアルバム『Break the Records -by you & for you-』収録曲の再録バージョン。
3. ムラサキ
作詞・作曲：Jin Akanishi
  - 1stシングル『Eternal』のカップリング曲の再録バージョン。
4. Eternal
作詞・作曲：Jin Akanishi
  - 1stシングルの再録バージョン。オリジナルより歌詞が一部変更されている。
5. Oowah
作詞・作曲：Jin Akanishi, Jovette Rivera, Joey Carbone, Josh Keibo
  - JIN AKANISHI 1stアルバム『JAPONICANA』収録曲の再録バージョン。
6. Aphrodisiac
作詞・作曲：D.White, J.Asher, C.Saverio, J.Lock, Jin Akanishi
  - JIN AKANISHI 1stアルバム『JAPONICANA』収録曲の再録バージョン。
7. Hey What's Up?
作詞・作曲：Jin Akanishi, Zen Nishizawa
  - 3rdシングルの再録バージョン。
8. Key To Your Heart
作詞・作曲：Jin Akanishi, Zen Nishizawa, Dominic Pierson
  - 3rdシングル『HEY WHAT'S UP?』収録曲の再録バージョン。オリジナルのタイトルは『KEY TO YOUR HEART 〜君のココロの鍵〜』である。
9. アイナルホウエ
作詞・作曲：Jin Akanishi, Zen Nishizawa, Dominic Pierson, Lensei
  - 4thシングルの再録バージョン。
10. Love Song
作詞・作曲：Jin Akanishi, Zen Nishizawa, Dominic Pierson
  - 1stアルバム『#JUSTJIN』収録曲の再録バージョン。
11. Good Time
作詞・作曲：Jin Akanishi, Zen Nishizawa, Dominic Pierson
  - 5thシングル。
12. Lucky
作詞・作曲：Jin Akanishi, Zen Nishizawa, Dominic Pierson
  - 1st EP『Mi Amor』収録曲。
13. Let Me Talk To U
作詞・作曲：Jin Akanishi, Zen Nishizawa, Mr.$
  - 2ndアルバム『Me』表題曲。
14. Baby
作詞・作曲：Jin Akanishi, Zen Nishizawa, Dominic Pierson
  - 2ndアルバム『Me』収録曲。
15. Lionheart
作詞・作曲：Jin Akanishi, Zen Nishizawa, Yousuke
  - 2ndアルバム『Me』収録曲。
16. Christmas Morning (2015 Mix Ver.)
作詞・作曲：Jin Akanishi, Josh Keibo
  - 2ndアルバム『Me』収録曲。
17. We'll Be Alright
作詞・作曲：Jin Akanishi, Zen Nishizawa
  - 2ndアルバム『Me』のARアプリ「Blippar」を用いた特典コンテンツとしてストリーミング視聴ができた楽曲。初CD化。
18. Summer Kinda Love
作詞・作曲：Jin Akanishi, Zen Nishizawa, Dominic Pierson
  - 3rdアルバム『Audio Fashion』表題曲。
19. Pinocchio
作詞・作曲：Jin Akanishi, Zen Nishizawa, Dominic Pierson
  - 3rdアルバム『Audio Fashion』収録曲。
20. But I Miss You
作詞・作曲：Jin Akanishi
  - 通常盤限定ボーナストラック。
  - 『JIN AKANISHI 5th Anniversary Our Years Film』の会場で来場者にのみ配布されたCDに収録。

#### Disc 2: MY BEST
1. Sun Burns Down
作詞・作曲：J.Yip, J.Reeves, R.Romulus, A.Shropshire, M.McDaniel
  - JIN AKANISHI 2ndシングルの再録バージョン。
2. Summer Loving
作詞・作曲：Jin Akanishi, Zen Nishizawa, Dominic Pierson
  - 3rdシングル『HEY WHAT'S UP?』収録曲の再録バージョン。
3. New Life
作詞・作曲：Jin Akanishi, Zen Nishizawa, Dominic Pierson
  - 1stアルバム『#JUSTJIN』収録曲の再録バージョン。
4. Slow
作詞・作曲：Jin Akanishi, Zen Nishizawa, Dominic Pierson, Justin Wilson
  - 5thシングル『Good Time』収録曲。
5. Mi Amor
作詞・作曲：Jin Akanishi, Zen Nishizawa, Dominic Pierson
  - 1st EP『Mi Amor』表題曲。
6. Baby Girl
作詞・作曲：Jin Akanishi, Zen Nishizawa, Dominic Pierson
  - 1st EP『Mi Amor』収録曲。
7. Baila
作詞・作曲：Jin Akanishi, Zen Nishizawa, Dominic Pierson
  - 1st EP『Mi Amor』収録曲。
8. We The Party
作詞・作曲：Jin Akanishi, Zen Nishizawa, Josh Keibo, Yousuke
  - 2ndアルバム『Me』収録曲。
9. Dayum
作詞・作曲：Jin Akanishi, Zen Nishizawa, Dominic Pierson, Josh Keibo
  - 2ndアルバム『Me』収録曲。
10. We The Fire
作詞・作曲：Jin Akanishi, Zen Nishizawa, Josh Keibo
  - 3rdアルバム『Audio Fashion』収録曲。
11. Fill Me Up
作詞・作曲：Jonathan Yip, Jeremy Reeves, Ray Romulus, Ray McCullough, David Bowden
  - 4thアルバム『Blessèd』表題曲。
12. Yesterday
作詞・作曲：Jonathan Yip, Jeremy Reeves, Ray Romulus, Ray McCullough, Kameron “Kam Parker” Glasper
  - 4thアルバム『Blessèd』収録曲。
13. Blessèd
作詞・作曲：Jin Akanishi, Dr. Swing, A-dream, Josh Keibo
  - 4thアルバム『Blessèd』収録曲。
14. All About You
作詞・作曲：Jin Akanishi, Zen Nishizawa, Yousuke
  - 4thアルバム『Blessèd』収録曲。
15. Shine
作詞・作曲：Jin Akanishi, Dr. Swing, Toma, A-dream, Josh Keibo
  - 4thアルバム『Blessèd』収録曲。
16. Opaque (Rearranged)
作詞・作曲：Jin Akanishi, Zen Nishizawa, Josh Keibo
  - 『Audio Fashion』のiTunes・Apple Music限定配信版の収録曲。本作には『À la carte』収録のリアレンジバージョンで収録されている。
17. THANK YOU
作詞・作曲：Jin Akanishi, Dr. Swing, Chevy Legato
  - 5thアルバム『THANK YOU』表題曲。
18. In The Sky
作詞・作曲：Jin Akanishi, Dr. Swing, Chevy Legato, Spockny
  - 5thアルバム『THANK YOU』収録曲。
19. Love Yourself
作詞・作曲：Jin Akanishi, Dr. Swing, Chevy Legato, Kotaro Saito
  - 5thアルバム『THANK YOU』収録。
20. Alone
作詞・作曲：Jin Akanishi, A-dream, NMR
  - 新曲。通常盤限定ボーナストラック。
  - 自身のTwitter・Instagramアカウントで公開された、かつて所属していたジャニーズ事務所の没・前社長ジャニー喜多川氏への追悼歌である『Johnny』の歌詞を置き換えたものである。

### DVD/BD

#### 初回限定盤A
1. Good Time (Music Video)
  - 5thシングル『Good Time』初回限定盤A収録。
2. Mi Amor (Music Video)
  - 1st EP『Mi Amor』初回限定盤A収録。
3. Let Me Talk To U (Music Video)
  - 2ndアルバム『Me』初回限定盤A収録。
4. Choo Choo SHITAIN (Music Video)
  - JINTAKA 1stシングル『Choo Choo SHITAIN』収録。
5. Summer Kinda Love (Music Video)
  - 3rdアルバム『Audio Fashion』初回限定盤A収録。
6. Fill Me Up (Music Video)
  - 4thアルバム『Blessèd』初回限定盤A収録。
7. Yesterday (Music Video)[注 4]
  - 4thアルバム『Blessèd』初回限定盤B収録。
8. Feelin' (Music Video)
  - リアレンジアルバム『À la carte』初回限定盤収録。
9. THANK YOU (Music Video)
  - 5thアルバム『THANK YOU』初回限定盤A収録。
10. OohLaLa (Music Video)
  - 1stアルバム『#JUSTJIN』初回限定盤A収録曲のミュージックビデオ。
  - 『JIN AKANISHI 5th Anniversary Our Years Film』の一部会場の映像で使用されていた。本作で初収録となった。
11. Thoughts (Music Video)
  - 4thアルバム『Blessèd』のiTunes・Apple Musicおよびその他サブスプリクションなどのデジタル配信限定版に収録されている楽曲のミュージックビデオ。初収録。
  - 赤西の発案で、全編iPhoneのみで撮影された。
12. Baby (Music Video)
  - 2ndアルバム『Me』収録曲のミュージックビデオ。初収録。
  - 『Thoughts』同様、全編iPhoneのみで撮影された。
13. 「Thoughts」 & 「Baby」 MV Making

#### 初回限定盤B
1. 「JIN AKANISHI 5th Anniversary Our Years Film」
  - ファンクラブ限定で販売された「JIN AKANISHI　The 5th Year Anniversary UIJ documentary」を再編集したドキュメンタリーシネマ。
2. 別に大して面白くないけどコンサートのMC集